# 第二次唐納·川普彈劾案審判
對美國第45任總統唐納德·特朗普的第二次彈劾審判於2021年2月9日開始，並於2月13日以無罪釋放告終，特朗普於2021年1月13日第二次被眾議院彈劾，眾議院通過了一條針對特朗普的彈劾條款：煽動叛亂。他是唯一被彈劾兩次的美國總統，也是唯一被彈劾的聯邦官員。彈劾的指控談到了特朗普試圖推翻2020年總統選舉結果的企圖（包括他對選舉舞弊的虛假說法以及他向乔治亚州選舉官員施壓的努力），並指出特朗普煽動了對國會大廈的衝擊在華盛頓特區，國會開會清點選舉人的選票，並證明喬·拜登和卡馬拉·哈裏斯獲勝。
審判開始時，參議員蘭德·保羅以審判前總統違憲為由企图投票駁回彈劾指控，因為彈劾和定罪的唯一结果是免職，而此时特朗普不再擔任總統職務。這項動議以55票對45票被否决，所有民主黨人，都是無黨派人士，還有5名共和黨人（緬因州的蘇珊·柯林斯、阿拉斯加的麗莎·穆爾科斯基、猶他州的米特·羅姆尼、內布拉斯加州的本·薩斯和賓夕法尼亞州的帕特·圖米）投了反對票。這是前總統第一次受到審判。傑米·拉斯金（Jamie Raskin）是彈劾案的主要負責人，與眾議員大衛·西西林（David Cicilline）和眾議員刘云平一起，是彈劾指控的主要诉者，这项指控指控特朗普煽動暴動，引發國會大厦的暴乱。華金·卡斯特羅、埃裏克·斯瓦爾威爾、馬德琳·迪恩和斯泰西·普拉斯基特也協助進行了定罪的口頭辯論。
特朗普的辯護由來自費城的人身傷害律師邁克爾·範德文（Michael van der Veen）以及大衛·肖恩（David Schoen）和布魯斯·卡斯特（Bruce Castor）領銜。範德文在庭審中的風格和辩词招致了許多人的責備，當他表示將尋求罷免費城辦公室至少100人，包括南希·佩洛西（Nancy Pelosi）和副總統卡馬拉·哈裏斯（Kamala Harris）時，參議院裏充滿了喘息和笑聲。特朗普最初聘請了布奇·鮑爾斯（Butch Bowers）和黛博拉·巴比爾（Deborah Barbier）作為他的代表，但他們與其他三名律師一起辭職，原因是“前總統希望代表他的律師關注他對大規模選舉舞弊的指控，選舉是從他那裡偷來的。”
審判結束時，參議院以57票贊成、43票反對的投票結果判定特朗普煽動叛亂罪，比憲法規定的三分之二多數少了10票，特朗普因此被無罪釋放。7名共和黨參議員與所有民主黨和獨立參議員一道投票宣判特朗普有罪，這是兩黨對彈劾美國總統定罪的最大一次投票。